# Großer Turmbau zu Babel
Der Große Turmbau zu Babel  ist ein Gemälde Pieter Bruegels des Älteren aus dem Jahr 1563 im Kunsthistorischen Museum Wien. Thema ist der im Ersten Buch Mose und in Historien von Herodot geschilderte Turmbau zu Babel. Es ist eine Ölmalerei auf Eichenholz mit den Maßen 114 cm × 155 cm. Möglicherweise wurde das Bild nachträglich verkleinert, indem es in der Höhe um etwa 4 cm und am rechten Rand um 8 cm gekürzt wurde. Links ist die originale Malkante intakt. Dies wird von den „Maßangaben im Inventar von Erzherzog Leopold Wilhelm 1659“, wo das Bild aufgelistet und beschrieben wird, bestätigt. Eine zweite auf um 1563 datierte Version ist der Kleine Turmbau zu Babel im Museum Boijmans Van Beuningen in Rotterdam.

## Das Gemälde

### Aufbau und Inhalt
Der Betrachter blickt aus mittlerer Höhe auf einen bühnenartigen Vordergrund, der in eine Polderlandschaft abfällt. Das bestimmende Bildelement ist eine gigantische Turmbaustelle. Der Bau ist so riesig, dass er einen Großteil der gesamten Bildfläche ausfüllt oder, wie Ulrike Wegener treffend formuliert: „Der Turm beherrscht die Bildfläche: Seine Fundamente nehmen zwei Drittel der Breite ein, während die Spitze das Format des Bildes zu sprengen droht.“ Ein einzelner großer Fels wird in das Bauwerk mit eingebaut und von ihm fast verschlungen. Auf der Anhöhe links unten ist ein König mit Gefolge eingetroffen, vor dem sich einige Arbeiter niederwerfen. Die anderen Personen setzen ihre Arbeit fort. Den Bauherren erkennt man an seiner Körpergröße, die die Größe seines Gefolges überragt. Zu den königlichen Insignien gehört ein Zepter in seiner rechten Hand. Am Gurt trägt er eine Stichwaffe und seinen Oberkörper schützt ein Brustharnisch – die verkürzte Version des ritterlichen Harnischs. Hinter der Turmbaustelle mit eigenem Hafen breitet sich eine Stadtlandschaft aus. Das Bauwerk ruht auf einem mit mächtigen Stützmauern abgesicherten Ring, der sich zur Rampe erhebt und spiralförmig höherschraubt. Es ist bereits so mächtig angewachsen, dass es einen Teil der Stadt verschattet. Zahlreiche winzige Figurensilhouetten auf der Baustelle vermitteln zusätzlich einen Eindruck der Größe des Bauwerks. Die Außenmauern bestehen aus Kalkstein, für die innen liegenden Mauern werden rötliche Ziegel verwendet. Bruegel zeigt die Bautechniken seiner Zeit: Tretkräne sind im Einsatz, Lehrgerüste dienen zum Bogen- und Tonnengewölbebau und Steinmetze behauen Sandsteinquader. Die Arbeiten der Bauleute werden von dem Maler sorgfältig beobachtet und für das Gewerbe charakteristisch gezeigt. Die baulichen Details sind genau durchdacht. Wie in einem Lehrbuch zeigt der Maler durch die noch offene Außenwand der oberen Ebene, wie die Gewölbe der Innengänge ausgeführt werden. In den ungewölbten mittleren Strängen sind einige Zwischenmauern hochgezogen. Rechts davon beginnt die Einwölbung der Kompartimente und links, wo diese Phase schon abgeschlossen ist, werden die Böden für die darüber liegende Ebene gelegt. Wie man in der Mitte des Turms sieht, wird der Fels teilweise abgebaut und als Baumaterial benutzt. Auch der Sand wird vor Ort am Ufer gewonnen. Die Außenwandabschnitte zwischen den Strebepfeilern sind mit jeweils zwei Blendbögen gegliedert und oben mit einem Rundbogenfries geschmückt. Am Himmel sind nur einzelne kleine Wolken zu sehen.

### Deutung
Thema ist der im Ersten Buch Mose geschilderte Turmbau zu Babel:

„Und sie sprachen: Auf, wir wollen uns eine Stadt und einen Turm bauen, und seine Spitze bis an den Himmel! So wollen wir uns einen Namen machen, damit wir uns nicht über die ganze Fläche der Erde zerstreuen! Und der HERR fuhr herab, um die Stadt und den Turm anzusehen, die die Menschenkinder bauten. Und der HERR sprach: Siehe, ein Volk sind sie, und eine Sprache haben sie alle, und dies ist erst der Anfang ihres Tuns. Jetzt wird ihnen nichts unmöglich sein, was sie zu tun ersinnen. Auf, lasst uns herabfahren und dort ihre Sprache verwirren, dass sie einer des anderen Sprache nicht mehr verstehen! Und der HERR zerstreute sie von dort über die ganze Erde; und sie hörten auf, die Stadt zu bauen. Darum gab man ihr den Namen Babel; denn dort verwirrte der HERR die Sprache der ganzen Erde, und von dort zerstreute sie der HERR über die ganze Erde (Gen 11,4–9 ).“

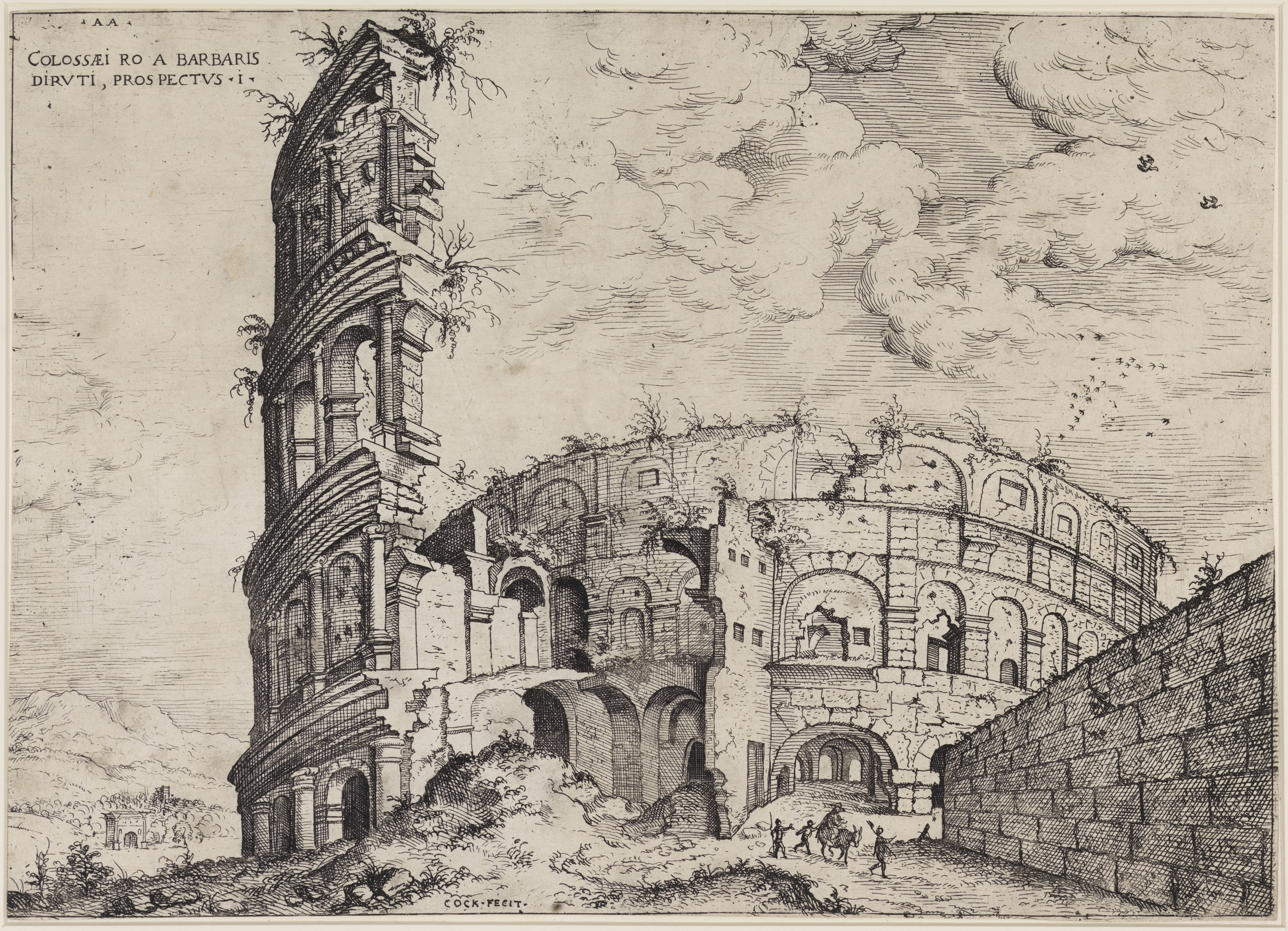
Die Kolosseumsruine zu Zeiten Bruegels (Hieronymus Cock, 1551)

Bruegel setzt das biblische Geschehen in seine Zeit und Heimat – so lässt er den Bauherrn König Nimrod in einer niederländischen Polderlandschaft auftreten. Der Kotau, den die Steinmetze vollführen, weist auf die orientalische Herkunft der Geschichte.
Vorbild für die Konstruktion ist das römische Kolosseum, allerdings in einer Umkehrung, da dessen nach außen ansteigende Gänge hier nach innen zusammenlaufen. Durch die oben noch offene Bauseite des Turms kann man die gesamte innere Baustruktur und auch die Bauweise sehen. Der Gesamtaufbau des Turms mit dieser Öffnung sieht wie eine Gebäudeanalyse von Ansicht, Grundriss und Aufriss aus, wie sie bei den „Bauaufnahmen antiker Architektur“ üblich waren. Die Bauaufnahmen des Kolosseum waren zu Bruegels Zeit weit verbreitet und er hatte wahrscheinlich Zugang zu ihnen. Die Geschichte vom Turmbau gilt als Beispiel für ein anmaßendes, letztlich unmögliches Unternehmen. Nach Klaus Demus spiegelt sich dies in Bruegels Kombination aus Spiral- und Etagenbau. Dies sei ein unmögliches Gebilde, da der Turm auch im Inneren die Struktur einer Schnecke haben müsste. „Die Konstruktion ist absichtsvolle Unmöglichkeit, ausgeklügelte Absurdität, abgründige Ironie in bezug auf alle Rationalität. Denn Schnecke und Stockwerkbau, Zwiebel, Fächerwerk und konischer Quirl mit radialen Röhren: Das ist kein architektonisches Wunderwerk, aber ein Triumph der künstlerischen Idee, die es den Turm selbst aussprechen ließ, daß er nicht bloß nicht fertig-, sondern überhaupt nicht gebaut werden könne!“ Die Neigung des Turms nach links komme daher, dass die Bauleute die Vertikalen im rechten Winkel auf die Rampe gesetzt hätten, er sei also „schief gedacht“.
Das Gemälde zeichnet seine Vieldeutigkeit aus. Steven Mansbach schreibt, dass die Natur des Felsen dem Bau untergeordnet wird. Ein natürlicher Hindernis wird durch menschliche Kraft, oder, genauer gesagt, durch die vereinten, planvoll eingesetzten Kräfte einer großen Menschengruppe dem gesetzten Ziel angepasst. Nach Jürgen Müller ging es Bruegel bei seinen Landschaftsbildern darum „[…] die Weite und Erhabenheit der Welt einzufangen“. Dafür benutzte Bruegel das perspektivische Verhältnis von Vordergrund und Hintergrund, eine geschickte Luftperspektive mittels Verblauung, Aufhellung und Vernebelung des Hintergrunds sowie die Weitläufigkeit der Landschaft, die durch einen leicht erhöhten Standpunkt besonders zur Geltung kommt. Der Künstler nahm diese Gestaltungsmittel aus seiner Italien-Frankreich-Reise mit.
Barbara Kaminska erklärt, dass zu Bruegels Zeit Babel als Metapher für Antwerpen dienen könnte. Dort konnte man diversen Sprachen, Kulturen und Erscheinungsbildern begegnen. Daneben können auch die verschiedenen, neu hinzugekommenen Religionen und Zerfall der eigenen Religion als relevant betrachtet werden. Bruegels Gemälde könnte als Diskussionsobjekt für die Gäste des gebildeten und wohlhabenden Auftraggebers dienen.
Die Sprachverwirrung oder das Fliehen der Menschen von dem Bauort werden nicht dargestellt. Das Fehlen unmittelbarer Anzeichen der Katastrophe erlaubt die Verwendung des Gemäldes in einem geselligen Gespräch über eine gut funktionierende, wohlhabende Gemeinschaft. Es bietet einen diskursiven Raum, in dem eine positive Lösung möglich ist.
Bruegel selbst setzt sich nicht mit dem Bauherren des Turms gleich. Er ist eher einer der Steinmetze, der dort gerade sein Werkzeug liegen gelassen hat. Mehrere Hütten stehen auf der Wendelrampe des Turms. Zu dieser Zeit war es üblich, dass jede Zunft oder Arbeitsgruppe eine eigene Bauhütte am Arbeitsplatz besaß.

### Ausstellungsort, Provenienz

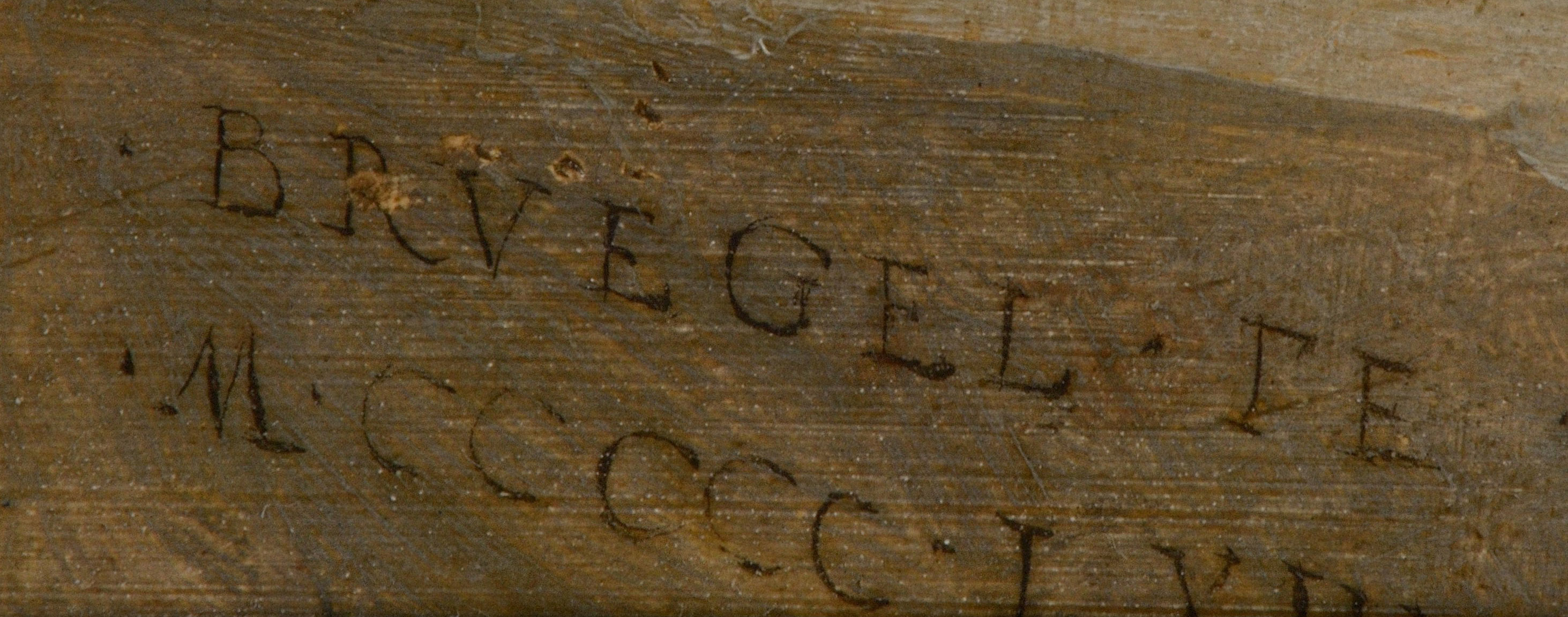
Die Signatur

Der Turmbau gehörte 1566 Bruegels Auftraggeber Nicolaes Jonghelinck und ging vermutlich im selben Jahr an die Stadt Antwerpen. Danach befand er sich im Besitz von Rudolf II. und ist später in der Sammlung Leopold Wilhelm nachweisbar. Heute befindet er sich in der Bruegelsammlung des Kunsthistorischen Museums in Wien (Saal 10, Inventurnummer GG 1026). Das Museum stellt unter Inside Bruegel die Mikroaufnahmen des Werks in einer sehr hohen Auflösung öffentlich. Signiert ist das Gemälde am unteren Bildrand auf einem Quader: „BRVEGEL. FE. M.CCCCC.LXIII“.